# Super 10 2009-2010
Il Super 10 2009-10 fu l'80º campionato nazionale italiano di rugby a 15 di prima divisione.
Si tenne dal 12 settembre 2009 al 29 maggio 2010 tra 10 squadre e la finale si tenne allo stadio Plebiscito di Padova.
Tale edizione fu organizzata direttamente dalla Federazione Italiana Rugby, subentrata alla Lega Italiana Rugby d'Eccellenza scioltasi alla fine della stagione precedente e che, ormai, non rappresentava più almeno l'80 per cento dei club di prima divisione e aveva già usufruito di una deroga federale per organizzare il Super 10 precedente, avendo solo 7 affiliate poi ridotte a 6.
Durante l'estate, prima dell'inizio del campionato, Calvisano e Capitolina comunicarono l'intenzione di non iscriversi al Super 10 e chiesero la riassegnazione alla serie B, categoria nella quale militavano le loro squadre cadette.
Per effetto di tali defezioni, il GRAN Parma rimase nel Super 10 e l'ultimo posto disponibile fu coperto ripescando L’Aquila, finalista sconfitta di serie A1 2008-09.
Si trattò dell'ultima stagione del torneo con tale denominazione; dalla stagione successiva il campionato assunse il nome di Eccellenza.
La finale di Padova fu la replica di quella della stagione precedente a Roma: dopo aver superato rispettivamente Petrarca e Rovigo nelle semifinali play-off, il Benetton batté il Viadana 16-12 e si aggiudicò il suo quindicesimo titolo.
La finale fu il congedo dal campionato italiano per Treviso, che dalla stagione successiva disputò la Celtic League; Viadana dovette altresì attendere 14 anni prima di tornare in finale: solo nel 2024, infatti, il club del Mantovano tornò a disputare la gara scudetto.

## Squadre partecipanti
| Club          | Sponsor                         | Città    | Impianto interno                |
| ------------- | ------------------------------- | -------- | ------------------------------- |
| L’Aquila      | Ferla (idraulica)               | L'Aquila | Stadio Tommaso Fattori          |
| Benetton      | Benetton (abbigliamento)        | Treviso  | Stadio di Monigo                |
| I Cavalieri   | Consiag (servizi)               | Prato    | Stadio Enrico Chersoni          |
| GRAN Parma    | Plusvalore (finanziaria)        | Parma    | Stadio XXV Aprile               |
| Parma         | Overmach (meccanica)            | Parma    | Stadio XXV Aprile               |
| Petrarca      | Carrera (abbigliamento)         | Padova   | Stadio Plebiscito               |
| Rugby Roma    | Futura Park (parcheggi)         | Roma     | Stadio Tre Fontane              |
| Rovigo        | Femi-CZ (portacavi)             | Rovigo   | Stadio Mario Battaglini         |
| Veneziamestre | Casinò di Venezia               | Venezia  | Campo comunale di Favaro Veneto |
| Viadana       | Banca Monte dei Paschi di Siena | Viadana  | Stadio Luigi Zaffanella         |

## Stagione regolare

### Risultati
| 12-9-2009  | 1ª/10ª giornata             | 6-1-2010  |
| ---------- | --------------------------- | --------- |
| 32-29      | Petrarca — GRAN Parma       | 35-8      |
| 30-10      | Parma — Rugby Roma          | 6-12      |
| 22-20      | L'Aquila — Viadana          | 6-28      |
| 0-20       | I Cavalieri — Benetton      | 30-24     |
| 32-32      | Veneziamestre — Rovigo      | 16-12     |
|            |                             |           |
| 30-9-2009  | 4ª/13ª giornata             | 3-4-2010  |
| 15-36      | GRAN Parma — Parma          | 28-25     |
| 29-10      | Viadana — Rugby Roma        | 26-18     |
| 36-3       | Petrarca — Veneziamestre    | 19-24     |
| 17-12      | Benetton — Rovigo           | 28-34     |
| 20-29      | L'Aquila — I Cavalieri      | 25-19     |
|            |                             |           |
| 31-10-2009 | 7ª/16ª giornata             | 24-4-2010 |
| 43-6       | Benetton — GRAN Parma       | 36-10     |
| 19-13      | Rugby Roma — Petrarca       | 6-32      |
| 11-32      | Parma — Viadana             | 24-28     |
| 12-10      | Rovigo — L'Aquila           | 20-0      |
| 29-21      | I Cavalieri — Veneziamestre | 34-16     |

| 19-9-2009  | 2ª/11ª giornata          | 10-1-2010 |
| ---------- | ------------------------ | --------- |
| 26-13      | GRAN Parma — L'Aquila    | 12-28     |
| 22-15      | Rugby Roma — I Cavalieri | 6-22      |
| 36-3       | Benetton — Petrarca      | 3-8       |
| 41-10      | Viadana — Veneziamestre  | 6-0       |
| 15-10      | Rovigo — Parma           | 20-18     |
|            |                          |           |
| 4-10-2009  | 5ª/14ª giornata          | 10-4-2010 |
| 35-0       | I Cavalieri — GRAN Parma | 23-14     |
| 19-34      | Rugby Roma — Benetton    | 26-61     |
| 24-22      | Parma — Petrarca         | 13-24     |
| 19-21      | Rovigo — Viadana         | 22-18     |
| 26-48      | Veneziamestre — L'Aquila | 22-24     |
|            |                          |           |
| 29-11-2009 | 8ª/17ª giornata          | 1-5-2010  |
| 13-10      | GRAN Parma — Viadana     | 15-19     |
| 6-16       | L'Aquila — Rugby Roma    | 13-23     |
| 18-17      | Petrarca — Rovigo        | 13-27     |
| 6-28       | Veneziamestre — Benetton | 16-44     |
| 24-17      | I Cavalieri — Parma      | 20-26     |

| 26-9-2009  | 3ª/12ª giornata            | 27-3-2009 |
| ---------- | -------------------------- | --------- |
| 30-19      | Veneziamestre — GRAN Parma | 17-24     |
| 26-27      | Rugby Roma — Rovigo        | 13-35     |
| 46-27      | Petrarca — L'Aquila        | 18-20     |
| 21-10      | I Cavalieri — Viadana      | 11-25     |
| 13-12      | Parma — Benetton           | 5-41      |
|            |                            |           |
| 24-10-2009 | 6ª/15ª giornata            | 17-4-2009 |
| 23-23      | GRAN Parma — Rovigo        | 15-20     |
| 8-57       | Veneziamestre — Rugby Roma | 19-19     |
| 24-17      | Petrarca — I Cavalieri     | 19-24     |
| 22-6       | Viadana — Benetton         | 33-39     |
| 22-19      | L'Aquila — Parma           | 19-20     |
|            |                            |           |
| 5-12-2009  | 9ª/18ª giornata            | 8-5-2010  |
| 30-10      | Rugby Roma — GRAN Parma    | 7-13      |
| 36-6       | Viadana — Petrarca         | 26-23     |
| 37-19      | Benetton — L'Aquila        | 59-12     |
| 13-9       | Rovigo — I Cavalieri       | 42-32     |
| 37-16      | Parma — Veneziamestre      | 21-20     |

### Classifica
| Pos | Squadra       | G  | V  | N | P  | PF  | PS  | DP   | BMP | Pt |
| --- | ------------- | -- | -- | - | -- | --- | --- | ---- | --- | -- |
| 1   | Benetton      | 18 | 13 | 0 | 5  | 568 | 274 | +294 | 15  | 67 |
| 2   | Rovigo        | 18 | 12 | 2 | 4  | 402 | 319 | +83  | 9   | 61 |
| 3   | Viadana       | 18 | 13 | 0 | 5  | 430 | 276 | +154 | 9   | 61 |
| 4   | Petrarca      | 18 | 9  | 0 | 9  | 391 | 359 | +32  | 10  | 46 |
| 5   | I Cavalieri   | 18 | 10 | 0 | 8  | 394 | 344 | +50  | 4   | 44 |
| 6   | Parma         | 18 | 8  | 0 | 10 | 355 | 380 | −25  | 10  | 42 |
| 7   | Rugby Roma    | 18 | 7  | 1 | 10 | 339 | 399 | −60  | 5   | 35 |
| 8   | L’Aquila      | 18 | 7  | 0 | 11 | 334 | 452 | −118 | 4   | 32 |
| 9   | GRAN Parma    | 18 | 5  | 1 | 12 | 280 | 462 | −182 | 3   | 25 |
| 10  | Veneziamestre | 18 | 3  | 2 | 13 | 302 | 530 | −228 | 6   | 22 |

## Play-off
|  | Semifinali | Semifinali | Semifinali | Semifinali | Semifinali |  |  | Finale   | Finale   | Finale |  |
|  |            |            |            |            |            |  |  |          |          |        |  |
|  | 4          | Petrarca   | 16         | 10         | 26         |  |  |          |          |        |  |
|  | 1          | Benetton   | 28         | 54         | 82         |  |  | Benetton | Benetton | 16     |  |
|  | 3          | Viadana    | 25         | 18         | 43         |  |  | Viadana  | Viadana  | 12     |  |
|  | 2          | Rovigo     | 16         | 22         | 38         |  |  |          |          |        |  |

### Semifinali
| Arbitro: | Stefano Pennè (Lodi) |

|                      |      |                                          |
| Costa Repetto 37’    | mt   | 18’ Mulieri 51’ R. Barbieri 80+2’ Goosen |
| Mercier 37’          | tr   | 18’, 51’ Goosen                          |
| Mercier 6’, 46’, 55’ | c.p. | 9’, 22’, 60’ Goosen                      |

| Arbitro: | Carlo Damasco (Napoli) |

|                                     |      |                           |
| Wilson 28’                          | mt   | 11’ A. Pratichetti        |
| Law 28’                             | tr   | 11’ Bustos                |
| Law 8’, 43’, 51’, 66’, 80+3’, 80+7’ | c.p. | 73’ Bustos                |
|                                     | drop | 18’ Basson 39’ Calanchini |

| Arbitro: | Stefano Mancini (Frascati) |

|                                                                                       |      |             |
| de Jager 10’ Vilk 14’, 48’ Cittadini 18’ Williams 40’ Galon 60’ Botes 73’ Vidal 80+1’ | mt   | 66’ Galatro |
| Botes 10’, 14’, 18’, 40’, 48’, 60’, 73’                                               | tr   | 66’ Mercier |
|                                                                                       | c.p. | 7’ Mercier  |

| Arbitro: | Giulio De Santis (Roma) |

|                               |      |                               |
| Pizarro 57’                   | mt   |                               |
| Bustos 57’                    | tr   |                               |
| Bustos 9’, 18’, 24’, 45’, 66’ | c.p. | 27’, 37’, 40+3’, 47’, 54’ Law |
|                               | drop | 52’ Johansson                 |

### Finale
| Arbitro: | Alan Falzone (Padova) |

| |              | |
| Vilk 32’ | mt           | |
| Botes 32’ | tr           | |
| Botes 11’, 40+5’, 79’ | c.p.         | 14’, 40’ Woodrow 61’, 75’ Law |
| · Williams · Vilk · 59’ Galon · Goosen · de Jager · McLean · 80+3’ Botes · 59’ 80+2’ Rizzo · 59’ Ghiraldini · 59’ Cittadini · A. Pavanello (c) · v. Zyl · 59’ R. Barbieri · Zanni · Kingi | Formazioni   | · Law · Robertson · Harvey · M. Pratichetti 73’ · Pace · Woodrow 40+4’-55’ · Wilson 53’ · Cagna 39’ · Santamaria 51’ · J. Garcia · Hohneck 59’ · Geldenhuys (c) · Erasmus · A. Persico 53’ · Krause |
| · 59’ 80+2’ Allori · 59’ Vidal · 59’ Di Santo · 59’ 80+2’ E. Pavanello · 80+3’ Semenzato · 59’ Picone                                                                                     | Sostituzioni | · Alonso 39’ · Ferraro 51’ · del Fava 59’ · Quinnell 53’ · Brancoli 53’ |
| Franco Smith | Allenatori   | Franco Bernini |

## Verdetti
- Benetton: campione d'Italia;
- Rovigo, Petrarca, I Cavalieri, Parma: qualificate all'European Challenge Cup;
- Veneziamestre: retrocessa in serie A1.